# Celebichneumon egregius
Celebichneumon egregius är en stekelart som beskrevs av Heinrich 1934. Celebichneumon egregius ingår i släktet Celebichneumon och familjen brokparasitsteklar. Inga underarter finns listade.